# Potassicfluoropargasita
La potassicfluoropargasita és un mineral de la classe dels silicats, que pertany al grup del nom arrel pargasita. El mineral es va anomenar originalment fluoropotassicpargasita, però després es va reanomenar a anomenar potassicfluoropargasita per complir les directrius exposades en l'informe de nomenclatura dels amfíbols del 2012.

## Característiques
La potassicfluoropargasita és un silicat de fórmula química {K}{Ca₂}{Mg₄Al}(Al₂Si₆O22)F₂. Va ser aprovada com a espècie vàlida per l'Associació Mineralògica Internacional l'any 2009. Cristal·litza en el sistema monoclínic. La seva duresa a l'escala de Mohs és 6,5.
Segons la classificació de Nickel-Strunz, la potassicfluoropargasita pertany a «09.DE - Inosilicats amb 2 cadenes dobles periòdiques, Si₄O11; clinoamfíbols» juntament amb els següents minerals: antofil·lita, cummingtonita, clinoholmquistita, grunerita, manganocummingtonita, manganogrunerita, permanganogrunerita, ferrofluoropedrizita, ferrifluoroleakeïta, actinolita, ferritschermakita, ferroactinolita, ferrohornblenda, ferrotschermakita, joesmithita, magnesiohornblenda, tremolita, tschermakita, cannilloïta, fluorcannil·loïta, parvomanganotremolita, fluorotremolita, edenita, ferroedenita, ferrokaersutita, ferropargasita, hastingsita, kaersutita, magnesiohastingsita, pargasita, sadanagaïta, fluoroedenita, potassicferroferrisadanagaïta, potassicsadanagaïta, potassicpargasita, potassicferrosadanagaïta, magnesiofluorohastingsita, potassicfluorohastingsita, potassicclorohastingsita, fluoropargasita, parvomanganoedenita, potassiccloropargasita, potassicferrocloroedenita, potassicmagnesiohastingsita, potassicferropargasita, cromiopargasita, ferro-taramita, barroisita, ferroferribarroisita, ferroferriwinchita, ferribarroisita, ferroferritaramita, ferroferricatoforita, ferrobarroisita, ferrorichterita, ferrowinchita, ferrokatophorita, ferritaramita, magnesiotaramita, richterita, winchita, taramita, fluororichterita, katophorita, potassicfluororichterita, potassicrichterita, ferrighoseïta, ferriwinchita, fluorotaramita, arfvedsonita, eckermannita, ferroeckermannita, ferroglaucòfan, glaucòfan, potassicmanganileakeïta, manganoarfvedsonita, ferrileakeïta, magnesioriebeckita, magnesioarfvedsonita, nyboïta, riebeckita, manganomanganiungarettiïta, ferroferrinyboïta, clinoferroferriholmquistita, ferrinyboïta, ferroferrileakeïta, ferroferrifluoroleakeïta, sodicferriclinoferroholmquistita, magnesiofluoroarfvedsonita, ferripedrizita, potassicferrileakeïta, fluoronyboïta, manganidellaventuraïta, fluoropedrizita, potassicarfvedsonita, ferriobertiïta, potassicmagnesiofluoroarfvedsonita, ferroferripedrizita, potassicmagnesioarfvedsonita, pedrizita, ferropedrizita, fluoroleakeïta i ferroferriobertiïta.

## Formació i jaciments
Va ser descoberta a l'àrea de Tranomaro-Maromby, a la localitat de Tranomaro, dins el districte d'Amboasary Sud (Anosy, Madagascar). Es tracta de l'únic indret de tot el planeta on ha estat descrita aquesta espècie mineral.